# George Bernard Erath
George Bernard Erath (* 1. Januar 1813 in Wien; † 13. Mai 1891 in Waco, Texas) war ein US-amerikanischer Landvermesser, Offizier und Politiker.
Georg Erath wanderte im Jahr 1832 nach Amerika aus und siedelte sich 1837 als erster europäischer Einwanderer in Waco in Texas an („Vater von Waco“). Als Landvermesser leistete er einen wesentlichen Beitrag zur Kolonisation von Texas. Er nahm am Texanischen Unabhängigkeitskampf gegen Mexiko teil, gehörte von 1843 bis 1845 als Abgeordneter dem Repräsentantenhaus der damals noch unabhängigen Republik Texas an und wurde nach dem Anschluss an die Vereinigten Staaten viermal als Demokrat in den Senat von Texas gewählt (ab 1857 für drei Amtsperioden, ab 1874). Im Jahr 1858 gründete er die Texas Rangers als Grenzschutztruppe.